# Zoológico Villa Fantasía
El zoológico Villa Fantasía es un parque con exhibición de fauna salvaje, ubicado en la Av. Aurelio Ortega sin número, entre las calles Juan Manuel y Morelos, en la Colonia Seattle, muy cerca de la Presidencial Municipal de Zapopan, en el estado de Jalisco, México. 
Denominado inicialmente como Centro de Convivencia Infantil desde su apertura, fue hasta la administración 2010-2012 que se le reconoció públicamente, desde la fachada de su entrada principal como Zoológico Villa Fantasía, a iniciativa de su Jefe, el Ing. Alejandro Reyes García.

## Especies
Cuenta con alrededor de 100 especies de animales.

### Mamíferos
- Tigre de Bengala (1 macho)
- Oso Negro (1 hembra, 1 macho)
- León Africano (1 machos)
- Puma Americano (1 hembra)
- Perro Xoloitzcuintle
- Venado de cola blanca
- Mono araña

### Reptiles
- Cocodrilo
- Serpientes

### Aves
- Avestruz Africana
- Loro

- Datos: Q2887037